# دانا ريف
دانا ريف (بالإنجليزية: Dana Reeve)‏ هي مغنية وموسيقية وممثلة أمريكية، ولدت في 17 مارس 1961 في الولايات المتحدة، وتوفيت في 6 مارس 2006 بنيويورك في الولايات المتحدة بسبب سرطان الرئة.

## وصلات خارجية
- دانا ريف على موقع IMDb (الإنجليزية)
- دانا ريف على موقع ألو سيني (الفرنسية)
- دانا ريف على موقع أول موفي (الإنجليزية)
- دانا ريف على موقع قاعدة بيانات برودواي على الإنترنت (الإنجليزية)
- دانا ريف على موقع إن إن دي بي (الإنجليزية)
- دانا ريف على موقع قاعدة بيانات الفيلم (الإنجليزية)
- دانا ريف على موقع كينوبويسك (الروسية)